# Hollandale (Wisconsin)
Hollandale és una població dels Estats Units a l'estat de Wisconsin. Segons el cens del 2000 tenia 283 habitants.

## Demografia
Segons el cens del 2000, Hollandale tenia 283 habitants, 121 habitatges, i 75 famílies. La densitat de població era de 158,4 habitants per km².
Dels 121 habitatges en un 30,6% hi vivien nens de menys de 18 anys, en un 51,2% hi vivien parelles casades, en un 5% dones solteres, i en un 38% no eren unitats familiars. En el 32,2% dels habitatges hi vivien persones soles el 21,5% de les quals corresponia a persones de 65 anys o més que vivien soles. El nombre mitjà de persones vivint en cada habitatge era de 2,34 i el nombre mitjà de persones que vivien en cada família era de 2,99.
Per edats la població es repartia de la següent manera: un 22,6% tenia menys de 18 anys, un 5,7% entre 18 i 24, un 29,3% entre 25 i 44, un 23% de 45 a 60 i un 19,4% 65 anys o més.
L'edat mediana era de 40 anys. Per cada 100 dones de 18 o més anys hi havia 97,3 homes.
La renda mediana per habitatge era de 35.938 $ i la renda mediana per família de 50.139 $. Els homes tenien una renda mediana de 34.167 $ mentre que les dones 23.036 $. La renda per capita de la població era de 21.141 $. Aproximadament el 2,9% de les famílies i el 3,5% de la població estaven per davall del llindar de pobresa.

## Poblacions més properes
El següent diagrama mostra les poblacions més properes.